# Pachnobia intermedia
Pachnobia intermedia là một loài bướm đêm trong họ Noctuidae.